# 八盘峡站
八盘峡站位于甘肃省兰州市西固区新城乡八盘峡，是兰青铁路的一座车站，距离兰州站47公里，于1958年启用，现由兰州铁路局营运。车站现为四等站，办理旅客乘降和行包托运。车站仅办理专用线货运业务，站内设有连接刘家峡水库的中国水利水电第四工程局铁路分局专用铁路，由中国水利水电营运。